# Charles Alston (Botaniker)
Charles Alston (* 24. Oktober 1685 in Eddlewood, Hamilton, Lanarkshire; † 22. November 1760 in Edinburgh) war ein schottischer Mediziner und Botaniker.

## Leben
Auf Anraten von Anne Hamilton, 3. Duchess of Hamilton sollte Charles Alston Jurisprudenz studieren. Er entschied sich jedoch für Medizin und Botanik. 1715 ging Alston an die Universität Leiden, um die Vorlesungen von Hermann Boerhaave zu hören. Dort lernte er den schottischen Arzt Alexander Monro I. kennen. Nach seiner Rückkehr nach Schottland wurde Alston Regius Professor of Materia medica and Botany für Materia medica und Botanik in Edinburgh und auch Superintendent des Royal Botanic Garden Edinburgh. Er war ein Kritiker von Linnaeus’ System der Klassifizierung von Pflanzen.
Auf dem Canongate Kirkyard in Edinburgh fand er seine letzte Ruhestätte.

## Ehrentaxon
Die Pflanzengattung Alstonia aus der Familie der Hundsgiftgewächse wurde nach ihm benannt.

## Schriften
- Index plantarum, præcipue officinalium, quæ, in horto medico edinburgensi. A. Murray & J. Cochran, 1740 (online).
- Index of the Plants in the Edinburgh Garden. 1740.
- Tyrocinium Botanicum Edinburgense. 1753 (online).